# Elecciones generales de Trinidad y Tobago de 1986

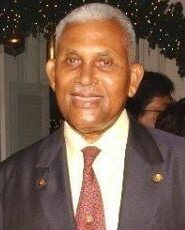
Arthur Robinson ganó las elecciones de Trinidad y Tobago y ejerció su mandato hasta 1991.

Elecciones generales tuvieron lugar en Trinidad y Tobago el 15 de diciembre de 1986. El resultado fue una victoria para la Alianza Nacional para la Reconstrucción, el cual obtuvo 33 de 36 escaños. La participación electoral fue de 65,5%.

## Resultados
| Partido                                 | Votos   | %    | Escaños | +/-   |
| --------------------------------------- | ------- | ---- | ------- | ----- |
| Alianza Nacional para la Reconstrucción | 380 029 | 66,3 | 33      | +23   |
| Movimiento Nacional del Pueblo          | 183 635 | 32,0 | 3       | -23   |
| Comité de Acción Junta Nacional         | 8 592   | 1,5  | 0       | 0     |
| Movimiento Popular del Pueblo           | 796     | 0,1  | 0       | Nuevo |
| Independientes                          | 211     | 0,0  | 0       | 0     |
| Votos en blanco/nulos                   | 4 037   | –    | –       | –     |
| Total                                   | 577 300 | 100  | 36      | 0     |
| Fuente: Nohlen                          |         |      |         |       |